# Lista orașelor din Regatul Unit
Această pagină este o listă a orașelor din Regatul Unit, aranjate după numărul locuitorilor și alfabetic.
- După numărul locuitorilor
- Ordonare alfabetică în funcție de țările componente:

Orașe în Anglia --  Orașe în Scoția -- Orașe în Țara Galilor -- Orașe în Irlanda de Nord

## Aranjare după populație
Cea mai mare aglomerație urbană din Regatul Unit este Londra, având un număr de 12.524.316 locuitori  (1 ianuarie 2006), reprezintă 20% din populația totală a țării.
Mai jos sunt prezentate orașele Regatului Unit cu peste 80.000 locuitori, ordonată crescător, în funcțier de estimarea din 2006.
| nr  | Oraș                | Locuitori        | Locuitori        | Locuitori        | Locuitori     | Unitate administrativă   |
| nr  | Oraș                | Recensământ 1981 | Recensământ 1991 | Recensământ 2001 | Estimare 2006 | Unitate administrativă   |
| --- | ------------------- | ---------------- | ---------------- | ---------------- | ------------- | ------------------------ |
| 1.  | Londra              | 6.574.009        | 6.638.109        | 7.172.091        | 7.489.022     | Greater London           |
| 2.  | Birmingham          | 1.013.995        | 965.928          | 970.892          | 986.969       | West Midlands            |
| 3.  | Glasgow             | 765.030          | 658.379          | 629.501          | 607.192       | Scoția                   |
| 4.  | Liverpool           | 538.809          | 481.786          | 469.017          | 468.584       | North West England       |
| 5.  | Leeds               | 445.242          | 424.194          | 443.247          | 457.875       | Yorkshire and the Humber |
| 6.  | Sheffield           | 470.685          | 431.607          | 439.866          | 448.596       | Yorkshire and the Humber |
| 7.  | Edinburgh           | 420.169          | 400.632          | 430.082          | 438.501       | Scoția                   |
| 8.  | Bristol             | 413.861          | 407.992          | 420.556          | 432.967       | South West England       |
| 9.  | Manchester          | 437.612          | 402.889          | 394.269          | 395.514       | North West England       |
| 10. | Leicester           | 324.394          | 318.518          | 330.574          | 341.201       | East Midlands            |
| 11. | Coventry            | 318.718          | 299.316          | 303.475          | 309.323       | West Midlands            |
| 12. | Cardiff             | 262.313          | 272.129          | 292.150          | 304.777       | Țara Galilor             |
| 13. | Kingston upon Hull  | 322.144          | 310.636          | 301.416          | 302.225       | Yorkshire and the Humber |
| 14. | Bradford            | 293.336          | 289.376          | 293.717          | 300.478       | Yorkshire and the Humber |
| 15. | Belfast             | 295.223          | 279.237          | 277.391          | 274.678       | Irlanda de Nord          |
| 16. | Stoke-on-Trent      | 272.446          | 266.543          | 259.252          | 260.452       | West Midlands            |
| 17. | Wolverhampton       | 263.501          | 257.943          | 251.462          | 252.874       | West Midlands            |
| 18. | Southampton         | 211.321          | 210.138          | 234.224          | 249.189       | South East England       |
| 19. | Plymouth            | 238.583          | 245.295          | 243.795          | 247.923       | South West England       |
| 20. | Reading             | 194.727          | 213.474          | 232.662          | 246.814       | South East England       |
| 21. | Nottingham          | 273.300          | 270.222          | 249.584          | 245.615       | East Midlands            |
| 22. | Derby               | 218.026          | 223.836          | 229.407          | 236.245       | East Midlands            |
| 23. | Dudley              | 186.513          | 192.171          | 194.919          | 199.918       | West Midlands            |
| 24. | Northampton         | 154.172          | 179.596          | 189.474          | 199.112       | East Midlands            |
| 25. | Portsmouth          | 174.218          | 174.690          | 187.056          | 195.845       | South East England       |
| 26. | Luton               | 163.209          | 171.671          | 185.543          | 195.617       | East of England          |
| 27. | Newcastle upon Tyne | 199.064          | 189.150          | 189.863          | 192.870       | North East England       |
| 28. | Preston             | 166.675          | 177.660          | 184.836          | 192.001       | North West England       |
| 29. | Aberdeen            | 190.465          | 182.133          | 184.788          | 184.031       | Scoția                   |
| 30. | Norwich             | 169.814          | 171.304          | 174.047          | 178.388       | East of England          |
| 31. | Sunderland          | 195.064          | 183.310          | 177.739          | 177.862       | North East England       |
| 32. | Bournemouth         | 142.829          | 155.488          | 167.527          | 176.795       | South West England       |
| 33. | Walsall             | 177.923          | 174.739          | 170.994          | 172.260       | West Midlands            |
| 34. | Swansea             | 172.433          | 171.038          | 169.880          | 171.146       | Țara Galilor             |
| 35. | Swindon             | 127.348          | 145.236          | 155.432          | 164.076       | South West England       |
| 36. | Southend-on-Sea     | 155.720          | 158.517          | 160.257          | 164.015       | East of England          |
| 37. | Oxford              | 113.847          | 118.795          | 143.016          | 157.568       | South East England       |
| 38. | Poole               | 122.815          | 138.479          | 144.800          | 151.283       | South West England       |
| 39. | Dundee              | 174.345          | 157.808          | 154.674          | 151.236       | Scoția                   |
| 40. | Huddersfield        | 147.825          | 143.726          | 146.234          | 149.607       | Yorkshire and the Humber |
| 41. | York                | 123.126          | 124.609          | 137.505          | 145.854       | Yorkshire and the Humber |
| 42. | Ipswich             | 129.661          | 130.157          | 138.718          | 144.965       | East of England          |
| 43. | Blackpool           | 146.297          | 146.262          | 142.283          | 143.154       | North West England       |
| 44. | Middlesbrough       | 158.516          | 147.430          | 142.691          | 142.587       | North East England       |
| 45. | Bolton              | 143.960          | 139.020          | 139.403          | 141.701       | North West England       |
| 46. | Peterborough        | 113.404          | 134.788          | 136.292          | 140.926       | East of England          |
| 47. | Brighton            | 134.581          | 124.851          | 134.293          | 140.152       | South East England       |
| 48. | Stockport           | 135.489          | 132.813          | 136.082          | 139.699       | North West England       |
| 49. | Oldbury-Smethwick   | 153.268          | 145.542          | 139.855          | 139.529       | West Midlands            |
| 50. | Slough              | 106.341          | 110.708          | 126.276          | 136.037       | South East England       |
| 51. | West Bromwich       | 153.725          | 146.386          | 136.940          | 135 140       | West Midlands            |
| 52. | Cambridge           | 87.111           | 95.682           | 117.717          | 131.301       | East of England          |
| 53. | Gloucester          | 106.526          | 114.003          | 123.205          | 130.039       | South West England       |
| 54. | Watford             | 109.503          | 113.080          | 120.960          | 126.834       | East of England          |
| 55. | Newport             | 115.896          | 115.522          | 116.143          | 117.636       | Țara Galilor             |
| 55. | Rotherham           | 122.374          | 121.380          | 117.262          | 117.582       | Yorkshire and the Humber |
| 57. | Exeter              | 88.235           | 94.717           | 106.772          | 114.697       | South West England       |
| 58. | Eastbourne          | 86.715           | 94.793           | 106.562          | 114.477       | South East England       |
| 59. | Colchester          | 87.476           | 96.063           | 104.390          | 110.618       | East of England          |
| 60. | Crawley             | 80.113           | 88.203           | 100.547          | 108.690       | South East England       |
| 61. | Sutton Coldfield    | 102.572          | 106.001          | 105.452          | 107.316       | West Midlands            |
| 62. | Blackburn           | 109.564          | 105.994          | 105.085          | 106.330       | North West England       |
| 63. | Oldham              | 107.095          | 103.931          | 103.544          | 105.004       | North West England       |
| 64. | Woking-Byfleet      | 92.667           | 98.138           | 101.127          | 104.548       | South East England       |
| 65. | Cheltenham          | 87.188           | 91.301           | 98.875           | 104.301       | South West England       |
| 66. | Chelmsford          | 91.109           | 97.451           | 99.962           | 103.256       | East of England          |
| 67. | Saint Helens        | 114.397          | 106.293          | 102.629          | 102.446       | North West England       |
| 68. | Gillingham          | 92.531           | 94.923           | 98.403           | 101.810       | South East England       |
| 69. | Basildon            | 94.800           | 100.924          | 99.876           | 101.619       | East of England          |
| 70. | Worcester           | 75.466           | 82.661           | 94.029           | 101.521       | West Midlands            |
| 71. | Worthing            | 90.687           | 95.732           | 96.964           | 99.551        | South East England       |
| 72. | Rochdale            | 97.292           | 94.313           | 95.796           | 97.918        | North West England       |
| 73. | Basingstoke         | 73.027           | 77.837           | 90.171           | 97.916        | South East England       |
| 74. | Solihull            | 93.940           | 94.531           | 94.753           | 96.559        | West Midlands            |
| 75. | Harlow              | 79.150           | 74.629           | 88.296           | 95.949        | East of England          |
| 76. | Bath                | 84.283           | 85.202           | 90.144           | 93.963        | South West England       |
| 77. | Southport           | 88.596           | 90.959           | 91.404           | 93.367        | North West England       |
| 78. | Maidstone           | 86.067           | 90.878           | 89.684           | 91.094        | South East England       |
| 79. | Lincoln             | 79.980           | 80.281           | 85.963           | 90.008        | East Midlands            |
| 80. | Hastings            | 74.979           | 81.139           | 85.828           | 89.856        | South East England       |
| 81. | Derry               | 62.697           | 72.334           | 83.699           | 88.120        | Irlanda de Nord          |
| 82. | Grimsby             | 91.532           | 90.703           | 87.574           | 87.786        | East Midlands            |
| 83. | Bedford             | 75.632           | 73.917           | 82.488           | 87.703        | East of England          |
| 84. | Harrogate           | 63.637           | 66.178           | 85.128           | 87.429        | Yorkshire and the Humber |
| 85. | Darlington          | 85.519           | 86.767           | 86.082           | 87.399        | North East England       |
| 86. | Hartlepool          | 91.749           | 87.310           | 86.075           | 86.799        | North East England       |
| 87. | Hemel Hempstead     | 80.110           | 79.235           | 83.118           | 86.211        | East of England          |
| 88. | Stevenage           | 74.757           | 76.064           | 81.482           | 85.407        | East of England          |
| 89. | Saint Albans        | 76.709           | 80.376           | 82.429           | 85.022        | East of England          |
| 90. | Weston-super-Mare   | 60.851           | 69.372           | 78.044           | 84.101        | South West England       |
| 91. | South Shields       | 86.488           | 83.704           | 82.854           | 83.783        | North East England       |
| 92. | Halifax             | 76.675           | 91.069           | 83.570           | 82.271        | Yorkshire and the Humber |
| 93. | Chester             | 80.154           | 80.110           | 80.121           | 81.538        | North West England       |
| 94. | Warrington          | 81.366           | 82.812           | 80.661           | 81.293        | North West England       |
| 95. | Birkenhead          | 99.075           | 93.087           | 83.729           | 81.230        | North West England       |
| 96. | High Wycombe        | 69.575           | 71.718           | 77.178           | 81.117        | South East England       |
| 97. | Wigan               | 88.725           | 85.819           | 81.203           | 80.597        | North West England       |

## Aranjare alfabetică
Mai jos sunt prezentate alfabetic toate orașele din Regatul Unit.

### A
Aberchirder, Aberdeen, Aberfeldy, Aberlour, Abernethy, Airdrie, Airth, Alloa, Alva, Alyth, Annan, Arbroath, Ardrossan, Armadale, Auchterarder, Auchtermuchty, Ayr

### B
Ballater, Banchory, Banff, Barrhead, Bathgate, Bearsden, Bellshill, Bervie, Biggar, Bishopbriggs, Blairgowrie and Rattray, Blanytre, Bo'ness, Bonnyrigg, Brechin, Bridge of Allan, Buckie, Burghead, Burntisland

### C
Callander, Campbeltown, Carluke, Carnoustie, Castle Douglas, Clackmannan, Clydebank, Coatbridge, Cockenzie and Port Seton, Coldstream, Coupar Angus, Cowdenbeath, Crail, Crieff, Cromarty, Cullen, Culross, Cumbernauld, Cumnock, Cupar, Cwmtillery din Marea Britanie

### D
Dalbeattie, Dalkeith, Denny, Stirlingshire, Dingwall, Doncaster, Dornoch, Doune, Dufftown, Dumbarton, Dumfries, Dunbar, Dunblane, Dundee, Dunfermline, Dunoon, Duns, Durness

### E
Earlsferry, East Kilbride, East Linton, Edinburgh, Elgin, Eyemouth

### F
Falkirk, Falkland, Findochty, Forfar, Forres, Fortrose, Fort William, Fraserburgh

### G
Galashiels, Galston, Girvan, Glasgow, Gourock, Grangemouth, Grantown-on-Spey, Greenock

### H
Haddington, Hamilton, Hawick, Helensburgh, Huntly

### I
Innerleithen, Inveraray, Inverbervie, Inverkeithing, Inverness, Inverurie, Irvine

### J
Jedburgh, Johnstone

### K
Keith, Kelso, Kilbarchan, Kilcreggan, Killin, Kilmarnock, Kilrenny, Kilsyth, Kilwinning, Kinghorn, Kingussie, Kinross, Kintore, Kirkcaldy, Kirkcudbright, Kirkintilloch, Kirkwall, Kirriemuir

### L
Ladybank, Lanark, Langholm, Largs, Lauder, Laurencekirk, Lerwick, Leslie, Leven, Linlithgow, Loanhead, Lochgelly, Lochgilphead, Lochmaben, Lockerbie, Lossiemouth

### M
Macduff, Manchester, Maybole, Melrose, Methil, Millport, Milngavie, Moffat, Monifieth, Montrose, Motherwell, Musselburgh

### N
Nairn, Newburgh, New Galloway, Newmilns, Newport on Tay, Newton Stewart, North Berwick

### O
Oban, Oldmeldrum

### P
Paisley, Partick, Peebles, Penicuik, Perth, Peterhead, Pittenweem, Pitlochry, Port Glasgow, Portknockie, Portsoy, Prestwick

### R
Renfrew, Rosehearty, Rothes, Rothesay, Rutherglen

### S
St Andrews, St Monans, Saltcoats, Sanquhar, Selkirk, Stevenston, Stewarton, Stirling, Stonehaven, Stornoway, Stranraer, Stromness

### T
Tain, Tayport, Thurso, Tillicoultry, Tobermory, Tranent, Troon, Turriff

### W
Whitburn, Whithorn, Wick, Wigtown, Wishaw
| Cuprins: A B C D E F G H I J K L M N O P Q R S T U V W X Y Z |

### Orașe în Țara Galilor
| Cuprins: A B C D E F G H I J K L M N O P Q R S T U V W X Y Z |

### A
Aberaeron, Aberdare, Abergavenny, Abergele, Abertillery, Aberystwyth, Amlwch, Ammanford

### B
Bala, Bangor, Bargoed, Barmouth, Barry, Beaumaris, Bethesda, Betws-y-Coed, Blaenau Ffestiniog, Blaenavon, Brecon, Bridgend, Briton Ferry, Brynmawr, Buckley, Builth Wells, Burry Port

### C
Caerleon, Caernarfon, Caerphilly, Caldicot, Cardiff, Cardigan, Carmarthen, Chepstow, Chirk, Colwyn Bay, Connah's Quay, Conwy, Corwen, Cowbridge, Criccieth, Crickhowell, Cwmbran

### D
Denbigh, Dolgellau

### E
Ebbw Vale

### F
Ffestiniog, Fishguard, Flint

### G
Glanamman, Glynneath, Gorseinon

### H
Harlech, Haverfordwest, Hawarden, Hay-on-Wye, Holyhead, Holywell

### K
Kidwelly, Knighton

### L
Lampeter, Laugharne, Llandeilo, Llandovery, Llandrindod Wells, Llandudno, Llanelli, Llanfairfechan, Llanfyllin, Llangefni, Llangollen, Llanidloes, Llanrwst, Llantrisant, Llantwit Major, Llanwrtyd Wells, Loughor, Llandysul

### M
Machynlleth, Maerdy, Maesteg, Menai Bridge, Merthyr Tydfil, Milford Haven, Mold, Monmouth, Montgomery, Mostyn

### N
Narberth, Neath, Newborough, Newcastle Emlyn, Newport, Newport (Pembrokeshire), New Quay, Newtown, Neyland

### P
Pembroke, Pembroke Dock, Penarth, Pencoed, Penmaenmawr, Pontardawe, Pontypool, Pontypridd, Porth, Porthcawl, Porthmadog, Port Talbot, Prestatyn, Presteigne, Pwllheli

### Q
Queensferry

### R
Rhayader, Rhuddlan, Rhyl, Ruthin, Risca

### S
St. Asaph, St. Clears, St. David's, Saltney, Shotton, Swansea

### T
Talgarth, Tenby, Tonypandy, Tredegar, Tregaron, Treorchy, Tywyn

### U
Usk

### W
Welshpool, Whitland, Wrexham

### Y
Ystradgynlais
| Cuprins: A B C D E F G H I J K L M N O P Q R S T U V W X Y Z |

### Orașe în Irlanda de Nord
| Cuprins: A B C D E F G H I J K L M N O P Q R S T U V W X Y Z |

### A
Ahoghill, Annalong, Antrim, Ardglass, Armagh

### B
Ballycastle, Ballyclare, Ballymena, Ballymoney, Ballynahinch, Ballywalter, Banbridge, Bangor, Belfast, Bessbrook, Bushmills,Ballynderry

### C
Carrickfergus, Carryduff, Castledawson, Castlederg, Castlewellan, Clogher, Coalisland, Coleraine, Comber, Cookstown, Craigavon, Crossmaglen, Crumlin

### D
Derry, Donaghadee, Downpatrick, Draperstown, Dromore (County Down), Dromore (County Tyrone), Dundrum, Dungannon, Dungiven

### E
Ederny, Enniskillen

### F
Fintona, Fivemiletown

### G
Glengormley, Greyabbey, Groomsport

### I
Irvinestown

### K
Keady, Kilkeel, Killyleagh

### L
Larne, Limavady, Lisburn, Lisnaskea, Londonderry, Lurgan

### M
Magherafelt, Markethill, Maze, Millisle, Moneymore

### N
Newcastle, Newry, Newtownabbey, Newtownards

### O
Omagh

### P
Portadown, Portaferry, Portavogie, Portrush, Portstewart

### R
Randalstown, Rathfriland, Rostrevor

### S
Saintfield, Strabane

### T
Tandragee

### W
Warrenpoint
| Cuprins: A B C D E F G H I J K L M N O P Q R S T U V W X Y Z |